# Guerre de Succession d'Autriche
Pour les articles homonymes, voir Guerre de Succession.
 (octobre 2016).
Si vous disposez d'ouvrages ou d'articles de référence ou si vous connaissez des sites web de qualité traitant du thème abordé ici, merci de compléter l'article en donnant les références utiles à sa vérifiabilité et en les liant à la section « Notes et références ».
Guerre de Succession d'Autriche
Batailles
- Mollwitz (04-1741)
- Chotusitz (05-1742)
- Sahay (05-1742)
- Prague (06/12-1742)
- Dettingen (06-1743)
- Cap Sicié (02-1744)
- 19 mai 1744
- Menin (05/06-1744)
- Ypres (06-1744)
- Furnes (07-1744)
- Fribourg (11-1744)
- Tournai (04/06-1745)
- Pfaffenhofen (04-1745)
- Fontenoy (05-1745)
- Hohenfriedberg (06-1745)
- Melle (07-1745)
- Gand (07-1745)
- Bruges (07-1745)
- Audenarde (07-1745)
- Termonde (08-1745)
- Ostende (08-1745)
- Nieuport (08/09-1745)
- Ath (09/10-1745)
- Soor (09-1745)
- Hennersdorf (11-1745)
- Kesselsdorf (12-1745)
- Culloden (04-1746)
- Mons (06/07-1746)
- Bruxelles (01/02-1746)
- Namur (09-1746)
- Charleroi (07/08-1746)
- Lorient (09/10-1746)
- Rocourt (10-1746)
- Cap Finisterre (1er) (05-1747)
- Lauffeld (07-1747)
- Bergen-op-Zoom (07/09-1747)
- Cap Finisterre (2e) (10-1747)
- Saint-Louis-du-Sud (03-1748)
- 18 mars 1748
- Maastricht (04/05-1748)

Campagnes italiennes
- Combat de Saint-Tropez (06-1742)
- Camposanto (02-1743)
- Villafranca (04-1744)
- Casteldelfino (07-1744)
- Velletri (08-1744)
- Madonne de l'Olmo (09-1744)
- Bassignana (09-1745)
- Josseau (10-1745)
- Plaisance (06-1746)
- Tidone (08-1746)
- Rottofreddo (08-1746)
- Gênes (1er) (12-1746)
- Gênes (2e) (07-1747)
- Assietta (07-1747)

- Raid sur Canseau
- Annapolis Royal (1er)
- Annapolis Royal (2e)
- Port-Toulouse
- Louisbourg
- Île Saint-Jean
- Saratoga
- Expédition d'Anville
- Fort Massachusetts
- Grand-Pré
- Fort no 4

- Portobelo
- 8 avril 1740
- Fort Mose (en)
- Saint Augustine
- Expédition Anson
- Carthagène des Indes
- Santiago de Cuba (1re)
- Géorgie
- La Guaira (en)
- Puerto Cabello (en)
- Cape Sicié
- Panama
- Bloody Marsh
- Bahamas
- Glorioso
- 18 mars 1748
- Santiago de Cuba (2e) (en)
- La Havane

- Négapatam (1746)
- Madras (1746)
- Adyar (1746)
- Gondelour (1748)
- Pondichéry (1748)

La guerre de Succession d'Autriche est un conflit européen né de la contestation, par des États qui y avaient souscrit, de la Pragmatique Sanction par laquelle l'empereur Charles VI du Saint-Empire léguait à sa fille Marie-Thérèse d'Autriche les États héréditaires de la maison de Habsbourg.
Cette guerre oppose deux coalitions dont les principaux protagonistes sont : la Prusse, la Bavière et la France, d'une part ; l'Autriche, la Grande-Bretagne, les Provinces-Unies et la Russie, d'autre part.
La guerre se déroule sur plusieurs théâtres d'opération successifs : en Silésie, la Prusse s'impose facilement et signe avec l'Autriche une paix séparée dès 1742 ; en Bohême, les Bavarois et leurs alliés français s'emparent de Prague, puis sont obligés de battre en retraite à la fin de 1742 ; en 1743, ils subissent des revers en Allemagne durant leur retraite ; la France porte alors son effort vers les Pays-Bas autrichiens où elle s'impose durant des campagnes menées de 1744 à 1748.
Les négociations menées à Aix-la-Chapelle en 1748 permettent d'arriver à un traité de paix le 18 octobre 1748.

## Origines

### Succession de Charles VI

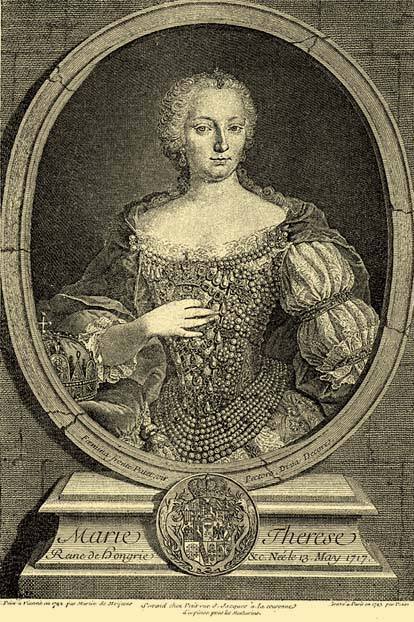
Marie-Thérèse.

Charles VI, empereur romain germanique et chef de la maison de Habsbourg, meurt le 20 octobre 1740. Roi de Bohême, roi de Hongrie et archiduc d'Autriche (ses titres principaux), il ne laisse que deux filles mais souhaite léguer ses possessions patrimoniales à l'aînée d'entre elles, Marie-Thérèse. Il avait prévu cette situation dès 1713 en édictant la « Pragmatique Sanction » qui a été ratifiée par l'ensemble des États européens, avec beaucoup de difficultés. En ce qui concerne la dignité impériale (qui n'est pas héréditaire, mais élective), elle ne peut pas être tenue par une femme, mais Marie-Thérèse pense pouvoir faire élire Empereur son époux François-Étienne de Lorraine.
En 1740, Marie-Thérèse est une jolie femme âgée de 23 ans, elle a eu trois filles dont une est morte au berceau, mais elle est susceptible d'être contestée par de nombreux hommes d’État européens sceptiques quant à la capacité de l’Autriche à survivre à la lutte qui suivrait la mort de son monarque. Des princes qui lui sont apparentés envisagent de la remplacer à la tête des territoires patrimoniaux des Habsbourg ou du moins de s'emparer d'une partie de ces territoires, notamment l'électeur de Bavière Charles-Albert et l'électeur de Saxe Frédéric-Auguste II, roi de Pologne sous le nom d'Auguste III.

### Retournement de la Prusse contre l'Autriche

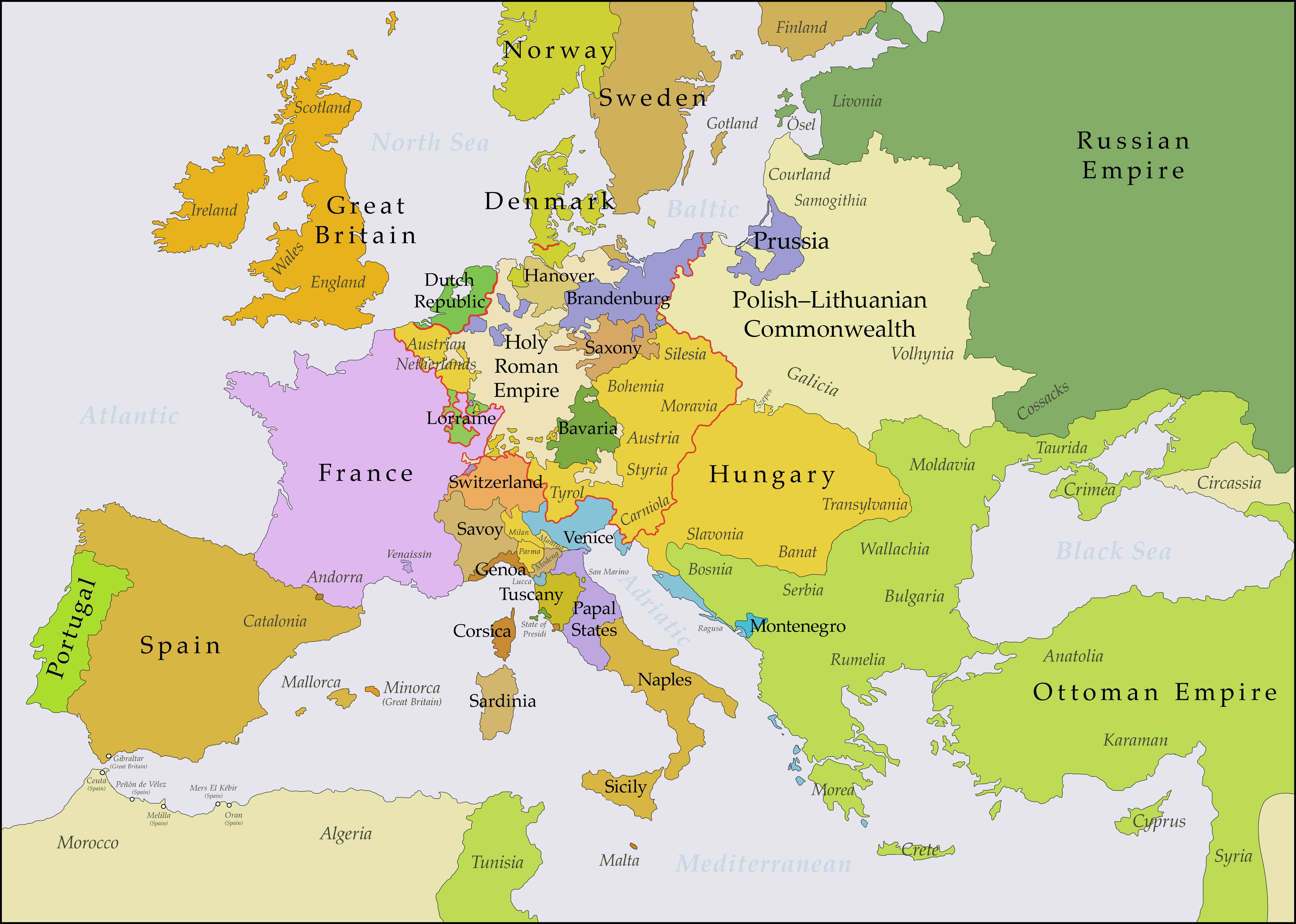
L'Europe après le traité de Vienne de 1738, à la veille de la guerre.

C'est pourtant un souverain que Marie-Thérèse considère comme son allié le plus fidèle et dont personne ne soupçonne encore l'ambition et la duplicité, qui lance les hostilités : Frédéric II, tout nouveau roi de Prusse, puisque son père, Frédéric-Guillaume Ier de Prusse, est mort le 31 mai 1740.
Dans un premier temps, en contrepartie de son vote à l'élection impériale, Frédéric demande la Silésie, la plus riche possession de Marie-Thérèse, peuplée d'un million d'habitants. La cour de Vienne s'étonne d'une telle ambition. Puis, sans déclaration de guerre, l'armée de Frédéric, petite mais très bien entraînée et équipée de fusils modernes permettant de tirer cinq coups par minute quand ses adversaires en tirent trois, envahit la région convoitée en décembre 1740.
Une grande partie de la Silésie est occupée par l'armée prussienne qui y établit ses campements d'hiver. Cette opération permet à Frédéric II de doubler sa population et de prendre le contrôle d'une importante industrie.
Marie-Thérèse espère une intervention du roi George II de Grande-Bretagne, qui est également électeur de Hanovre. Mais, même si ce dernier est favorable à une intervention armée, les parlementaires britanniques et le Premier ministre Robert Walpole refusent à ce moment d'entraîner le pays dans le conflit.

### Retournement de la France et l'alliance avec la Prusse

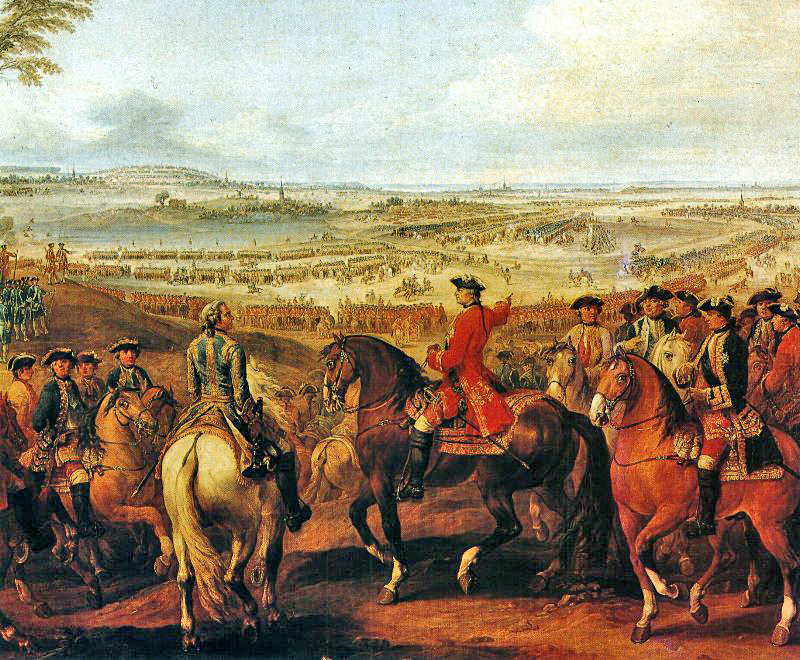
La bataille de Lauffeld le 2 juillet 1747 est une lourde défaite anglo-néerlandaise face aux troupes françaises (tableau de Lenfant).

La France a accepté la Pragmatique Sanction seulement à la fin de la guerre de Succession de Pologne (accords préliminaires de novembre 1735 et traité de Vienne de 1738).
Dans l'opinion française existe cependant un courant souhaitant profiter de la situation à Vienne pour affaiblir l'ennemi traditionnel Habsbourg. Le comte de Belle-Isle, gouverneur des Trois-Évêchés, ainsi que des duchés de Lorraine et de Bar, se fait le champion de cette position, alors que le cardinal de Fleury, principal ministre, a un point de vue plus pacifique.
Le parti belliciste soutient la thèse de l'électeur de Bavière, Charles-Albert, selon laquelle la Pragmatique Sanction lèse ses intérêts. Louis XV cède en partie à ce courant : la France soutiendra les prétentions impériales de l'électeur de Bavière, laissant à Marie-Thérèse son domaine héréditaire. Le 11 décembre 1740, il envoie le duc de Belle-Isle, à qui il vient de remettre le bâton de maréchal, comme ambassadeur à Francfort, capitale de l'Empire.
Le 28 mai 1741, un traité d'alliance contre l'Autriche est signé à Munich, au château de Nymphenburg, entre la Bavière, la France et l'Espagne (traité de Nymphenburg où la France est représentée par le comte de Sade, père du marquis), traité auquel d'autres parties adhèrent ensuite, notamment la Prusse (5 juin 1741, la France étant ici représentée par Belle-Isle), l'électeur de Saxe, l'électeur palatin, l'électeur de Cologne.
Marie-Thérèse se plaignant du non-respect par la France du traité de Vienne de 1738, Fleury répond avec les arguments suivants : tout d'abord la reconnaissance de la Pragmatique sanction en 1738 était en fait soumise à une clause « sauf préjudice d'un tiers » ; puis, ce traité de Vienne n'avait pas encore été ratifié par la Diète d'Empire.
La France ne déclare pas la guerre à l'Autriche — elle ne le fera que le 15 mars 1744, après le traité de Worms entre l'Autriche et la Sardaigne. Jusqu'à cette date, les troupes françaises envoyées en Allemagne et Bohême sont simplement mises à la disposition de l'électeur de Bavière.

### Formation d'une coalition autour de l'Autriche
La Grande-Bretagne et les Provinces-Unies, traditionnels opposants à l'hégémonie de la France, décident d'entrer en guerre aux côtés de l'Autriche à la suite de l'alliance franco-prussienne.
Par la suite, l'électorat de Saxe abandonne la lutte contre l'Autriche et rejoint la coalition pro-autrichienne.
Enfin, en 1743, Marie-Thérèse signe avec le royaume de Sardaigne de Charles-Emmanuel III, qui est un oncle maternel de Louis XV, le traité de Worms (13 septembre 1743).

## Déroulement

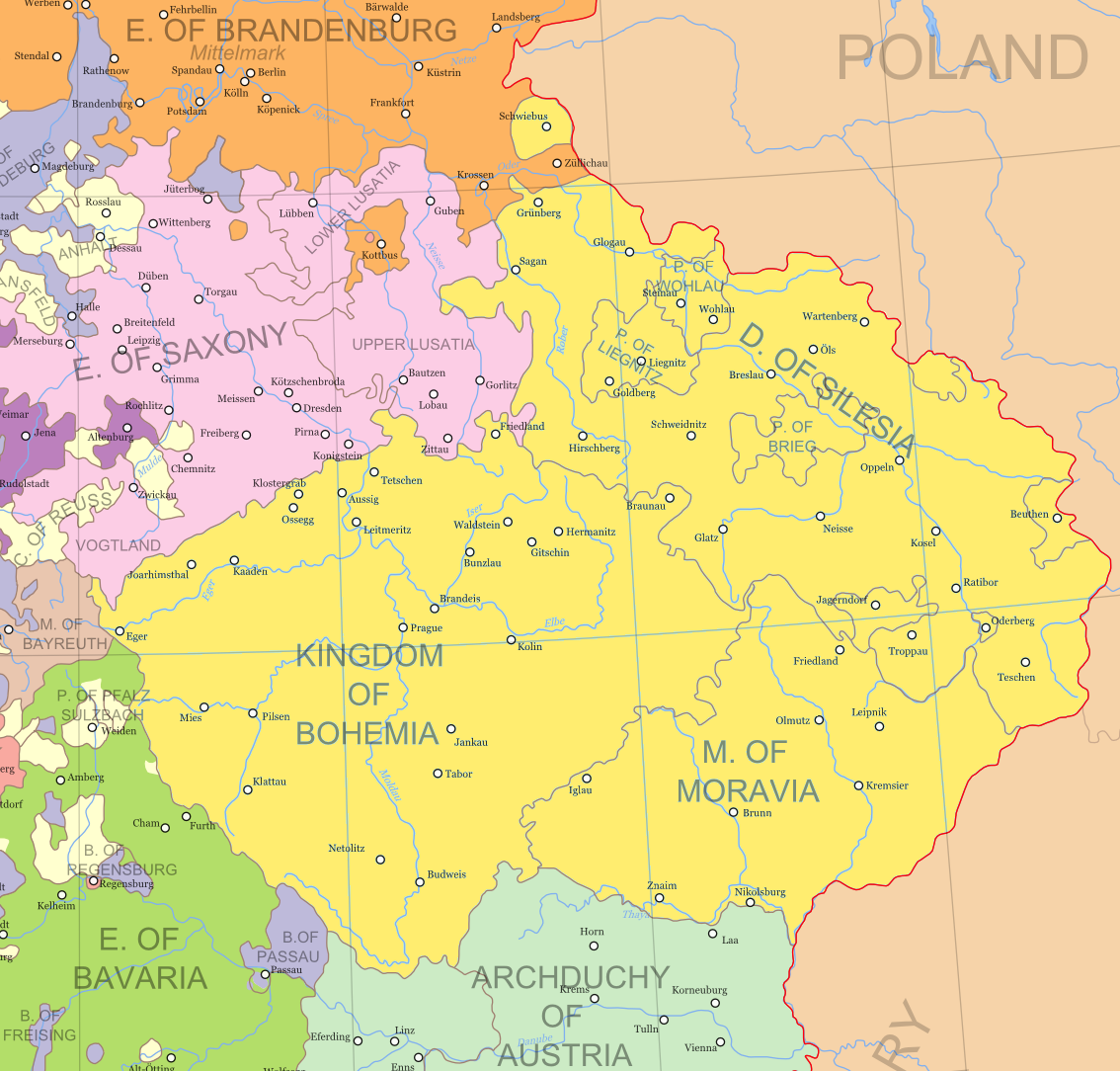
La Couronne de Bohême, théâtre des premiers affrontements.

| \| Lintz Brieg Olmütz Prague Neisse Mollwitz Tabor Chotusitz Vienne \| Localisation des affrontements (1740-1742). |
| Lintz Brieg Olmütz Prague Neisse Mollwitz Tabor Chotusitz Vienne                                                   |

### La première guerre de Silésie (1740-1742)

#### Les campagnes de 1741 et 1742
La plus grande partie de la Silésie étant occupée par les troupes prussiennes en décembre 1740, les forces autrichiennes se sont retirées dans les forteresses de Glogau, de Brieg et de Neisse. Au printemps 1741, Léopold II d'Anhalt-Dessau, au service de la Prusse, conquiert Glogau (9 mars) pendant qu'une armée autrichienne approche sous le commandement du maréchal Wilhelm Reinhard de Neipperg. Les Prussiens de Frédéric et Curt Christophe de Schwerin remportent la bataille de Mollwitz, près de Brieg, (10 avril 1741).
La France s'allie à la Prusse le 5 juin et son armée traverse le Rhin le 15 août, puis entre en Bohême en direction de Prague.
Le 9 octobre 1741, un accord secret (convention de Klein-Schnellendorf) est conclu entre les Prussiens et les Autrichiens : cessation (non officielle) des hostilités ; abandon par l'Autriche de la Basse-Silésie ; prévisions de négociation de la paix. La conséquence la plus importante est la possibilité pour les Autrichiens présents à Neisse, sous le commandement du général Neipperg de quitter librement cette place qui tombe sans grand combat aux mains des Prussiens.
Mais Frédéric, constatant les succès franco-bavarois en Bohême (prise de Prague le 26 novembre) répudie cet accord et se joint aux forces alliées : l'armée prussienne envahit à son tour la Bohême ; la place forte d'Olmütz est prise le 26 décembre.
Le 17 mai 1742, la Prusse remporte la bataille de Chotusitz une victoire décisive sur les forces autrichiennes commandées par Charles Alexandre de Lorraine, beau-frère de Marie-Thérèse, poussant celle-ci à négocier une paix séparée.

#### La paix séparée entre la Prusse et l'Autriche (1742)
Le 11 juin 1742, le traité de Breslau met fin aux combats. Les conditions de cet armistice sont confirmées par le traité de Berlin signé le 28 juillet, qui conclut la première guerre de Silésie.
La Prusse conserve les territoires qu'elle a conquis (la plus grande partie de la Silésie jusqu'à la rivière Oppa au sud-est ainsi que le comté de Glatz) et s'engage à respecter la Pragmatique Sanction.
Par cette paix séparée, la Prusse laisse la France seule avec l'embarras d'une guerre où elle l'a poussée.

### La guerre en Bohême et en Bavière (1741-1742)

#### Prise de Prague par les Franco-Bavarois (octobre 1741)
Durant l'été 1741, les forces franco-bavaroises (les Français sont engagés en principe sous le commandement des Bavarois) alliées à la Prusse (juin 1741) prennent la direction de Vienne et s'emparent de Linz le 14 septembre. Le 21 septembre, Marie-Thérèse, venue à Buda en tant que reine de Hongrie, obtient de la diète hongroise un soutien militaire qui va mettre à sa disposition 22 000 hommes. Elle reçoit aussi le soutien du baron Franz de Trenck, qui met à sa disposition une unité de pandoures.
Vienne paraissant devoir être trop bien défendue, les troupes franco-bavaroises se tournent vers Prague, capitale du royaume de Bohême, qui est prise le 21 novembre 1741 par Maurice de Saxe. L'électeur de Bavière, Charles Albert, se fait couronner roi de Bohême, avant d'être élu empereur le 24 janvier 1742 sous le nom de Charles VII.

#### Une opération annexe: la neutralisation du Hanovre (octobre 1741)
En septembre 1741, un corps d'armée commandé par le maréchal de Maillebois entre en Westphalie pour contrôler les Provinces-Unies et le Hanovre, où le roi d'Angleterre et électeur de Hanovre George II réunit des troupes. Le 28 octobre, il renonce à entrer immédiatement dans le conflit et signe la convention établissant la neutralité de l'électorat.

#### Contre-offensive autrichienne et prise de Munich (février 1742)
Fin 1741, les forces autrichiennes se réorganisent ; les troupes qui ont évacué Neisse en Silésie intègrent un corps commandé par le général von Khevenhüller. Ce corps d'armée réussit à reprendre Linz et la Haute-Autriche, en battant un corps français commandé par le général de Ségur.
Un autre corps commandé par le général Bärenklau attaque la Bavière en partant du Tyrol et prend Munich le 14 février.

#### L'intervention prussienne en Bohême (1742)
En mai 1742, une armée commandée par Charles Alexandre de Lorraine, beau-frère de Marie-Thérèse, est envoyée contre les Prussiens qui ont rompu la convention de Klein Schnellendorf (supra) et sont entrés en Bohême, où elle se heurte à l'armée prussienne qui la bat à Chotusitz (17 mai), préalable à la paix séparée entre la Prusse et l'Autriche (traité de Breslau, juin 1742).
L'Autriche est maintenant délivrée de la menace prussienne et peut concentrer ses forces sur Prague.

#### Le siège et la reprise de Prague par l'Autriche (juin-décembre 1742)
Au printemps 1742, les troupes françaises en Bohême, commandées par le général de Broglie sont obligées de se réfugier à Prague où se trouve le maréchal de Belle-Isle. En juin 1742, l'armée autrichienne (maréchal von Lobkowitz) met le siège devant la ville avec une force de 28 000 hommes. L'armée franco-bavaroise se trouve rapidement en mauvaise posture.
Une partie de l'armée française en Westphalie, commandée par le maréchal de Maillebois, se dirige alors vers la Bohême et fait sa jonction avec Maurice de Saxe en Bavière. Les Autrichiens lèvent provisoirement le siège de Prague pour défendre la frontière, ce qui permet au général de Broglie de s'échapper avec 12 000 hommes ; il parvient à Egra, seul point de passage tenu par l'armée française, et rejoint Maillebois en Bavière.
Les Autrichiens rétablissent ensuite le siège devant Prague ; le maréchal de Belle-Isle réussit cependant à s'enfuir avec 14 000 hommes le 16 décembre et parvient à son tour à Egra.
Les troupes restées à Prague (6 000 hommes, dont 2/3 blessés et malades), commandées par le général Chevert, capitulent le 26 décembre.
En mai 1743, Marie-Thérèse se fait couronner reine de Bohême, mettant fin à l'usurpation de Charles Albert.

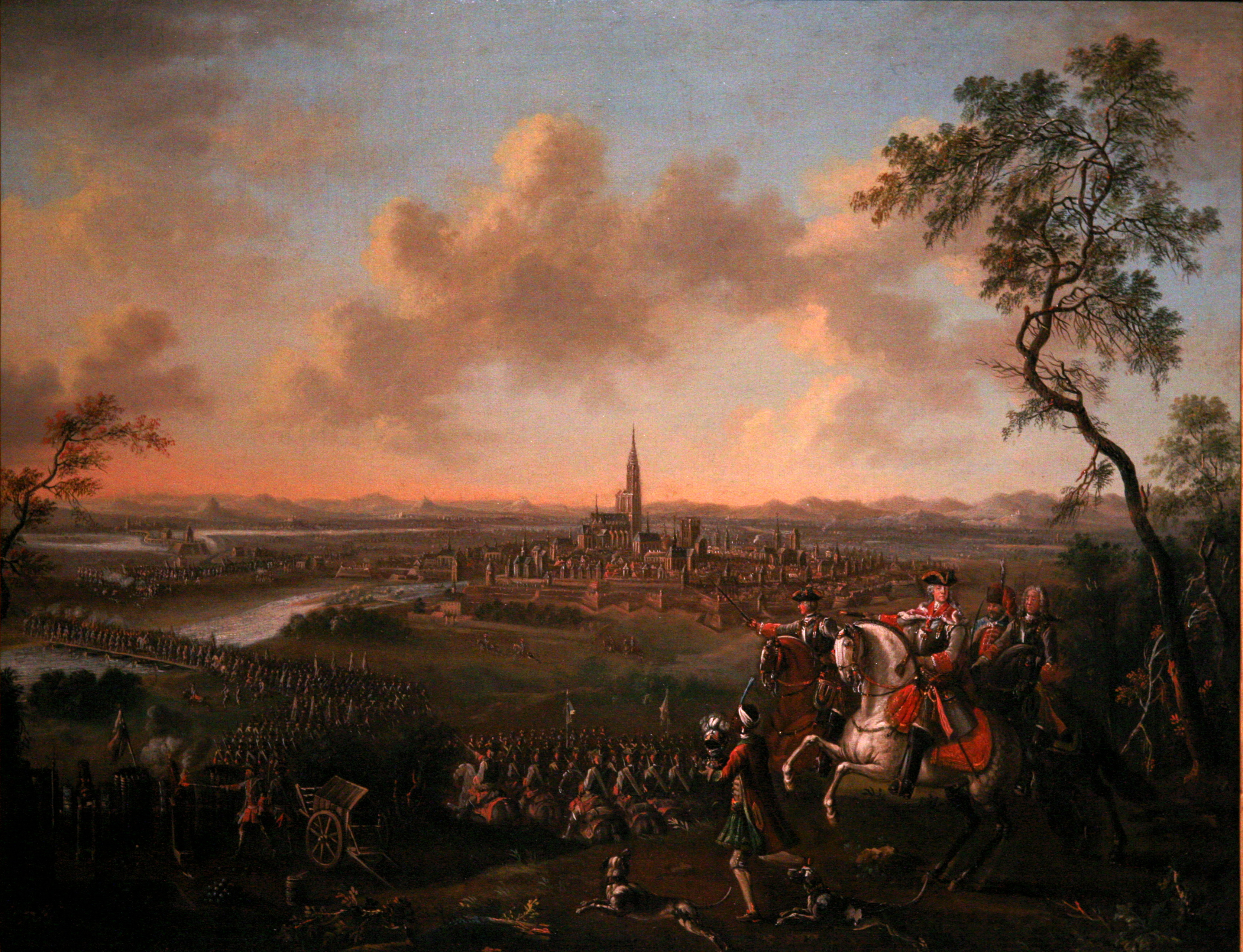
Passage du Rhin devant Strasbourg par le prince de Lorraine.

### La guerre en Italie (1741-1742)

#### La guerre navale en Méditerranée (fin 1741)
Elle oppose l'Espagne et la Grande-Bretagne, par ailleurs en guerre depuis octobre 1739 dans le monde colonial (guerre de l'oreille de Jenkins, Guerra del asiento, pour les Espagnols). En mai 1741, les Britanniques ont subi un grave échec à Carthagène des Indes.
La flotte britannique n'intervient donc pas assez tôt en Méditerranée pour empêcher le transfert par mer de troupes espagnoles (duc de Montemar) de Barcelone en Italie du Nord (50 000 hommes).
Par la suite, une escadre britannique (amiral Thomas Mathews) arrive en Méditerranée, et basée à Minorque, bloque le départ par mer de nouvelles troupes espagnoles.

#### L'année 1742
Les troupes espagnoles arrivées en Italie sont secondées par des troupes du royaume de Sicile (duc de Castropignano) ; elles ont pour objectif le Milanais et le duché de Parme (principauté dont l'épouse de Philippe V, Élisabeth Farnèse, est originaire).
Mais leur présence en Italie du Nord amène le roi de Sardaigne, Charles-Emmanuel III, qui se sent menacé, à signer avec l'Autriche un traité d'alliance, la convention de Turin (1er février 1742).
Après cela, une seconde escadre (amiral Richard Lestock) est chargée de surveiller les côtes françaises, à partir des ports de Villefranche (Villafranca) et Hyères. En juin 1742, elle réussit à détruire un groupe de galères espagnoles dans le port de Saint-Tropez.
Le 29 juillet, l'armée sarde s'empare de la citadelle de Modène, tenue par l'armée espagnole (le duc de Modène, François III, a quitté ses États) ; le duc de Montemar est obligé de battre en retraite, laissant 3 000 prisonniers.
Fin septembre, il est relevé de son commandement et remplacé par un officier originaire du Hainaut (province des Pays-Bas espagnols jusqu'en 1713), Jean Thierry du Mont, seigneur de Gages (Juan de Gages, pour les Espagnols).

#### L’occupation de la Savoie par les Espagnols (1742)
En mars 1742, Louis XV autorise le passage par la France des troupes espagnoles (18 000 hommes) en attente à Barcelone. Mais parvenues aux abords de Nice, elles sont bloquées par l’armée sarde. Les Espagnols décident de tenter de passer en Piémont par le col de Montgenèvre, puis, arrivées à Briançon, changent d'objectif et prennent le chemin de Chambéry par le col du Galibier (franchi le 1er septembre). La Savoie n'ayant pas de garnisons suffisantes, les autorités sardes évacuent la ville et se replient à Turin.
Début octobre, Charles-Emmanuel III lance une contre-attaque (11 000 hommes) par le col du Mont-Cenis ; les Espagnols préfèrent éviter le combat et repassent en France. Le roi d’Espagne Philippe V veut cependant reprendre la Savoie et y envoie le marquis de la Mina. Une nouvelle attaque a lieu en décembre. Les troupes sardes battent en retraite.
Le 5 janvier 1743, l’infant Philippe entre à Chambéry et s’installe au château ; le 25 février, il obtient l’allégeance de la noblesse et des autorités de Savoie.
C’est le début d’une occupation espagnole qui va durer jusqu’en février 1749, la Savoie servant désormais de base arrière aux opérations en Italie.

### La guerre en Allemagne et en Italie (1743)
| \| Dettingen Simbach Prague Egra Munich Ingolstadt Camposanto \| Localisation des affrontements (1742-1743). |
| Dettingen Simbach Prague Egra Munich Ingolstadt Camposanto                                                   |

#### Italie: la bataille de Camposanto (8 février 1743)
Au début de l’année, l’armée hispano-sicilienne du général Jean Thierry du Mont est stationnée à Bologne, l’armée austro-sarde (général von Traun) dans le duché de Modène.
Le roi d’Espagne exigeant une offensive, du Mont franchit la rivière Panaro et rencontre les Autrichiens à Camposanto. Au terme d’un combat assez dur, les Autrichiens partent vers le nord, mais du Mont renonce à les poursuivre et se replie à Rimini. À Madrid, on considère que c’est une victoire espagnole, mais de fait, il s’agit plutôt d’un échec.

#### La guerre en Bavière et la convention de Niederschönenfeld (26 juin 1743)
Après la reprise de Prague et de la Bohême, l’armée autrichienne commandée par Charles de Lorraine attaque avec succès la Bavière, où les troupes françaises battent en retraite.
Le 9 mai, les Autrichiens remportent une victoire sur le général Minuzzi à Simbach am Inn, près de Braunau. Le 27 mai, c’est la prise de Deggendorf, d’où le prince de Conti bat en retraite. Le 12 juin, Munich est (de nouveau) prise par les Autrichiens (général Franz Leopold von Nádasdy, dit « général Nadasti ») ; le duc de Broglie réussit à se retirer sur le Rhin par la Souabe et la Franconie.
Le 27 juin, l’Autriche et la Bavière signent la Convention de Niederschönenfeld, par laquelle la Bavière se soumet à l’Autriche.
Quelques garnisons françaises restent encore présentes : le 8 septembre, les Autrichiens obtiennent la reddition d'Egra, à la frontière de la Bohême ; le 1er octobre, d'Ingolstadt.

#### Allemagne du Nord: la bataille de Dettingen (27 juin 1743)
À la suite du départ du maréchal de Maillebois de Westphalie vers la Bohême (été 1742), le roi George II rompt la convention de neutralité du Hanovre, signée en octobre 1741, et réunit dans le nord de l'Allemagne une armée composée de soldats britanniques et hanovriens.
Le 24 avril, une armée française de 55 000 hommes, commandée par le maréchal de Noailles, traverse le Rhin à Spire pour occuper l'espace que contrôlait Maillebois. Début mai, le roi George II débarque en Hollande, pour prendre la tête de ses troupes, qui commencent à descendre vers la Bavière. La rencontre des deux armées a lieu le 27 juin dans la région de Francfort, à Dettingen (village de la commune de Karlstein am Main), à la limite nord de la Bavière.
Au départ, la position française est forte, mais à la suite de manœuvres intempestives du duc de Gramont, la bataille de Dettingen se transforme en une déroute. Cependant le maréchal de Noailles parvient à battre en retraite jusqu’à Spire tandis que George II, qui a échappé de peu à une défaite, préfère finalement se replier vers le nord de l'Allemagne et prendre ses quartiers d'hiver (Haendel composera un Te Deum de Dettingen).

#### Événements diplomatiques de la fin de 1743 et du début de 1744
Le 13 septembre 1743, l’Autriche, la Grande-Bretagne et le royaume de Sardaigne signent le traité de Worms, accord fondé sur des concessions territoriales de l'Autriche à la Sardaigne en Italie et sur des engagements financiers et navals de la Grande-Bretagne envers les deux autres parties, afin de garantir la suprématie de leur alliance en Italie.
En réponse, la France et l'Espagne renforcent le « pacte de famille » des Bourbons (accords du 25 octobre 1743).
Le 20 décembre, l'Autriche et la Saxe signent un accord à Vienne.
Le 15 mars 1744, la France déclare la guerre à la Grande-Bretagne, qui répond officiellement le 29.
Le 5 avril, Frédéric II, qui se sent menacé en Silésie par les récents succès autrichiens, entame des négociations avec la France : elles aboutiront le 5 juin à un accord franco-prussien, suivi en juillet d'un accord entre ces deux pays et la Bavière.
Le 16 avril, la France déclare la guerre à « la reine de Hongrie », c'est-à-dire à Marie-Thérèse d'Autriche. Très rapidement, les Pays-Bas autrichiens deviennent un nouveau théâtre d'opérations (prise de Courtrai le 17 mai 1744)

### Ladeuxième guerre de Silésie(1744-1745)

#### La Prusse de nouveau en guerre
Frédéric, inquiet de ces succès autrichiens et désirant garantir l'annexion de la Silésie, rejoint (5 juin 1744), la coalition dirigée par la Bavière, la France et l'Espagne, ainsi que la Suède, le royaume de Naples, l'électorat de Cologne et le Palatinat du Rhin.
En août 1744, 80 000 soldats prussiens envahissent la Bohême, s'emparant de Prague en seulement deux semaines.
L'année suivante, le 22 avril 1745, l'Autriche et la Bavière concluent la paix de Füssen, à la suite de la mort de Charles Albert, dont le successeur Maximilien III préfère se réconcilier avec Marie-Thérèse, renonçant à présenter sa candidature au trône impérial.
Néanmoins, les forces prussiennes écrasent les Austro-Saxons à la bataille de Hohenfriedberg (4 juin) et à Soor (30 septembre). En décembre 1745, le maréchal prussien Léopold Ier d'Anhalt-Dessau envahit la Saxe, bat l'armée des alliés à la Kesselsdorf et occupe Dresde, la capitale.

#### Le traité de Dresde
Des pourparlers de paix commencent alors, fortement encouragés par le roi George II, aux prises avec une rébellion jacobite en Écosse. En outre, les finances prussiennes sont mauvaises et Frédéric ne veut pas trop affaiblir l'Autriche face à la France et à l'Espagne. La Prusse, l'Autriche et la Saxe concluent donc le traité de Dresde le 25 décembre 1745.
L'appartenance de la Silésie à la Prusse est réaffirmée ; Frédéric reconnaît François de Lorraine, élu le 13 septembre 1745, comme empereur. Le grand perdant est la Saxe : elle doit verser une énorme indemnité de guerre à la Prusse : 1 000 000 de Reichsthaler (thalers de l'Empire).

### La guerre dans les Pays-Bas (1744-1748)
Les Pays-Bas autrichiens sont formés par les possessions patrimoniales des Habsbourg situées au nord de la France et au sud des Provinces-Unies. Ils sont gouvernés au nom de Marie-Thérèse par l'archiduchesse Marie-Anne d'Autriche, sa sœur, et par son époux le prince Charles Alexandre de Lorraine, frère de François-Étienne.

#### Campagne de 1744
Restés à l'écart du conflit, ils entrent dans la guerre en mai 1744, à la suite des déclarations de guerre de la France à la Grande-Bretagne en mars et à l'Autriche en avril. Le conflit touchera aussi les Provinces-Unies. Du reste, en vertu du traité de la Barrière de 1715, les Provinces-Unies ont le droit d'entretenir des garnisons dans certaines villes des Pays-Bas autrichiens, afin de se protéger d'une attaque française (Namur, Tournai, Menin, Furnes, Warneton, Ypres).
Les troupes françaises sous les ordres du maréchal de Noailles franchissent la frontière en mai 1744. Elles prennent rapidement Courtrai (17 mai 1744), Menin (7 juin), le fort de La Knocke (Knocke), Furnes et Ypres (29 juin). L'armée alliée, moins nombreuse, se replie pour couvrir Gand, Anvers et Bruxelles.
L'offensive française s'arrête parce que le prince Charles Alexandre de Lorraine lance une opération en Alsace. Un corps autrichien (général Nádasdy), incluant les pandoures du baron de Trenck, s'installe au col de Saverne, sur la route de Strasbourg à Paris. Le duc d'Harcourt reprend Saverne le 15 août, puis les Autrichiens sont obligés d'évacuer l'Alsace.

#### Campagne de 1745: Fontenoy
Les opérations reprennent au printemps 1745, avec le siège de Tournai qui est investie à la fin avril par l'armée française que commandent les maréchaux Saxe et Noailles. Une armée de secours anglo-austro-néerlandaise sous les ordres du duc de Cumberland se porte à la rencontre des forces françaises massées pour la plus grande part sur la rive droite de l'Escaut et qui donc assiègent la ville. La rencontre des deux armées antagonistes, le 11 mai, à la bataille de Fontenoy (à l'est d'Antoing) s'achève par une victoire française, importante sur le plan stratégique, mais aussi symbolique puisqu'elle a eu lieu en présence du roi Louis XV ainsi que du Dauphin Louis.
On a retenu une phrase pleine de noblesse du roi de France après la bataille de Fontenoy. À son fils de 15 ans se réjouissant de la victoire, il déclare : « Le sang de nos ennemis c'est toujours le sang des hommes, la vraie gloire c'est de l'épargner. »
Tournai est prise le 22 mai. Le 9 juillet 1745 les troupes françaises sous le commandement du lieutenant général de Langlade remportent la bataille de Melle. L'offensive peut alors continuer vers Gand (15 juillet), Audenarde (21 juillet), Ostende (24 août) et Nieuport (6 septembre). Le dernier affrontement de cette campagne, la prise d'Ath, a lieu le 8 octobre 1745.

#### Campagnes 1746, 1747 et 1748
L'armée française — 120 000 hommes placés sous le commandement de Maurice de Saxe — conquiert au bout de trois campagnes successives l'ensemble du territoire dépendant de l'Autriche, Gueldre (Provinces-Unies) et Luxembourg excepté.
Début 1746, les opérations militaires reprennent en Brabant : Bruxelles (22 février 1746), Malines et Anvers tombent successivement. Puis les troupes repassent en Hainaut. En juillet, c'est au tour de Mons (le 11 juillet 1746), Saint-Ghislain et Charleroi de tomber. Sans cesser, l'action se poursuit alors en direction de Namur (prise le 30 septembre 1746), puis vers Rocourt, au Nord-Ouest de Liège. Le 11 octobre 1746 l'armée autrichienne, commandée par Charles Alexandre de Lorraine, est défaite lors de la bataille de Rocourt.
La porte des Provinces-Unies est entrouverte : la menace se concrétise lorsque tombent Berg-op-Zoom le 18 septembre 1747 et Maastricht le 7 mai 1748.
Le 2 juillet 1748, le maréchal de Saxe remporte la bataille de Lauffeld près de Tongres.

### La guerre navale franco-britannique

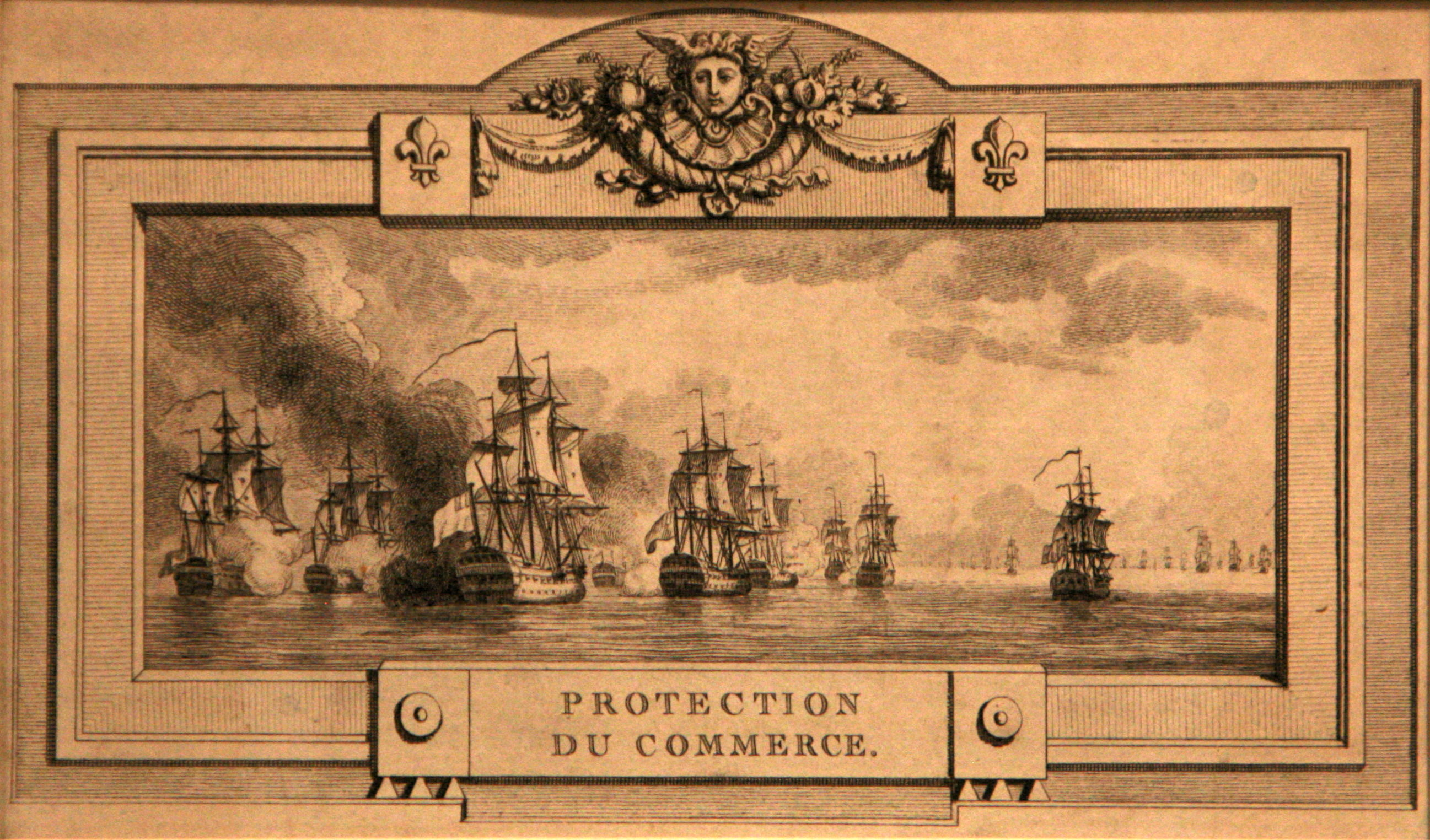
Protection du commerce. C'est une des missions essentielles de la Marine française dans cette guerre.

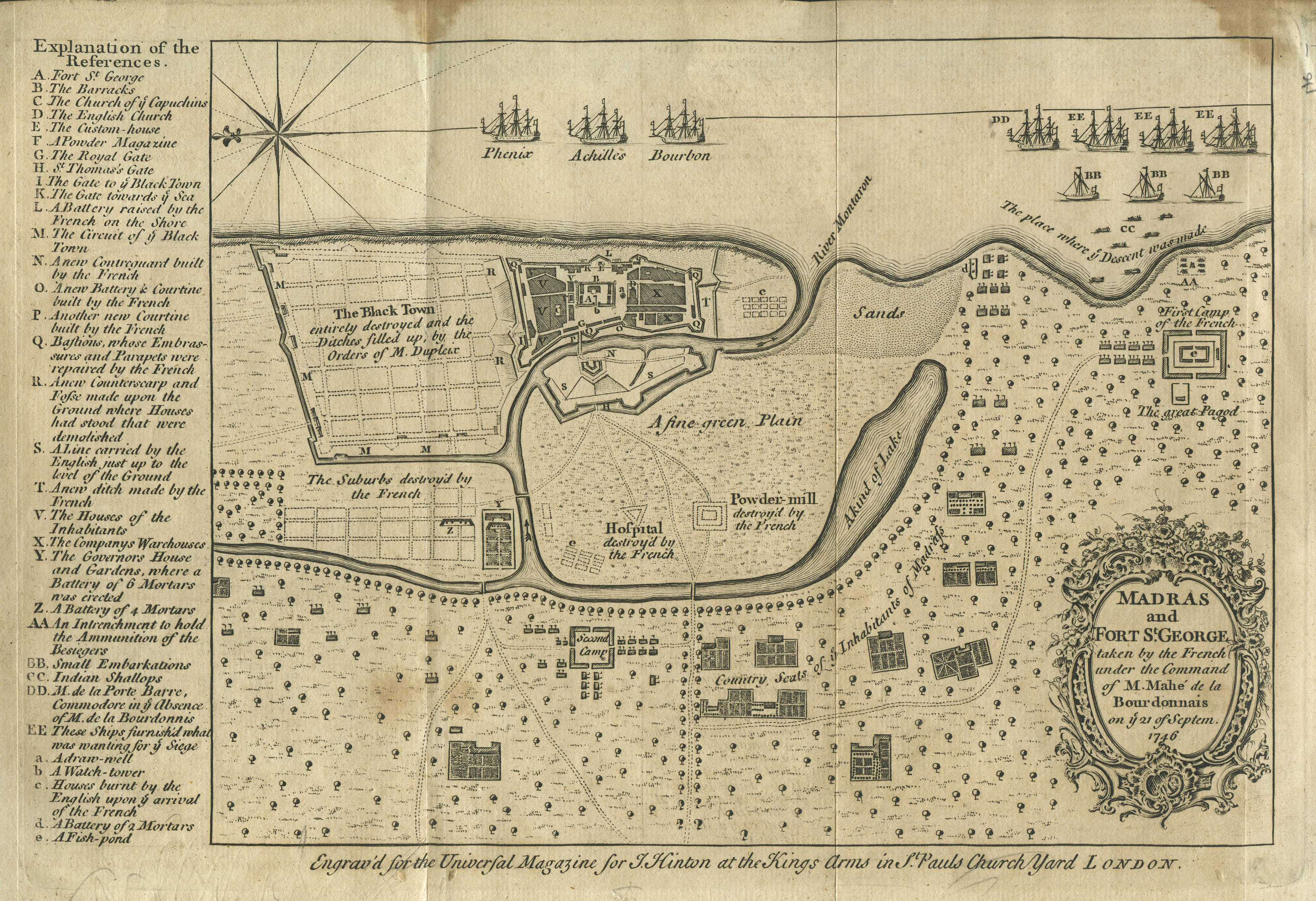
La ville de Madras, en Inde, prise et ravagée par les Français en 1746.

Les hostilités en mer, latentes entre la France et l'Angleterre depuis 1740 (plusieurs petites escadres se sont cantonnées dans les îles) s'ouvrent officiellement en 1744 devant Toulon avec la bataille navale du cap Sicié. Une flotte espagnole qui s'y était réfugiée en 1742 peut se dégager et regagner ses ports tandis que le blocus de Toulon est levé. La flotte française qui combat en grande infériorité numérique (51 vaisseaux contre 120 en 1744) essaie malgré tout d'organiser deux débarquements en Angleterre, en 1744 et 1746. Ces opérations échouent à cause de la météo et de la supériorité de la Royal Navy dans la Manche. L’Angleterre opère en 1746 un débarquement contre Lorient (port de la Compagnie des Indes) mais l'opération ne donne rien et les troupes rembarquent peu après. L'Espagne, en guerre depuis 1739, poursuit pour l'essentiel ses actions de son côté et ne coopère avec la marine française que pour l'escorte des convois, ce qui évite aux positions britanniques d'être menacées, surtout dans les Antilles (Barbade, Jamaïque).
Si les opérations navales sont indécises en Europe, la flotte française est plus heureuse dans les colonies où les résultats sont équilibrés. En 1745, une expédition montée depuis la Nouvelle-Angleterre s'empare de Louisbourg, qui défend l'entrée du Canada français. La Marine échoue à reprendre la place en 1746, à cause des tempêtes et d'une terrible épidémie (expédition du duc d'Anville), mais le Canada réussit à se défendre seul jusqu'à la fin de la guerre. Aux Indes, la situation tourne carrément à l'avantage de la France avec la prise de Madras (le « Londres indien ») par la petite escadre de l'océan Indien conduite par La Bourdonnais (1746). De même, Pondichéry résiste en 1748 à une attaque massive d'une forte escadre britannique grâce à l'action de Dupleix. Dans les Antilles, les positions restent globalement inchangées, malgré la prise de quelques petites îles françaises. Les épidémies tropicales, qui déciment les escadres, y gênent considérablement les opérations pour les deux pays.
La marine française réussit aussi, tant bien que mal, à protéger l'important commerce colonial français. Celui-ci, malgré la tentative de blocus britannique, se contracte mais ne s'effondre pas. Pour cela, le ministre Maurepas oblige les armateurs à naviguer en convoi sous la protection de petites escadres, ce qui limite les pertes entre 1745 et 1747. Les chefs britanniques, longtemps assez médiocres, ne parviennent pas à intercepter les convois, malgré le plus grand nombre de vaisseaux dont ils disposent. Il faut attendre 1747 pour que des nouveaux amiraux britanniques (Anson, Hawke) réussissent à imposer un blocus hermétique sur les côtes atlantiques, ce qui provoque deux grandes batailles navales, au cap Ortégal (mai) et cap Finisterre (octobre). Ces deux défaites françaises mettent la marine de Louis XV au bord de l'effondrement, mais ne sont cependant pas dramatiques car les convois marchands sont pour l'essentiel sauvés et la signature de la paix, en 1748, stoppe à temps les opérations navales. Une guerre de course acharnée oppose aussi tous les protagonistes, mais les résultats, c'est-à-dire les pertes, sont équilibrés. Le commerce colonial français, un moment menacé, repart de plus belle après la guerre. L'empire colonial espagnol résiste lui aussi, malgré la prise de Porto-Bello et du galion du Pacifique.

### Le rôle de la Russie dans la guerre
Deux conventions russo-britanniques signées pendant la guerre de Succession d'Autriche, prévoient l'envoi de troupes sur terre et sur mer, on parle de 1 000 galères russes, engagées dans la guerre de Succession d'Autriche, passant probablement par la Suède et le Danemark. Cette implication russe justifierait-elle à elle-seule des travaux guerriers préliminaires, la guerre russo-suédoise de 1741-1743. Il existe également un rapprochement familial entre la Russie et le Holstein (fief d'Empire situé au sud du Schleswig danois), ce rapprochement familial existe déjà dès le début de la guerre, mais se concrétisera par le sacre de Pierre III, tsar de toutes les Russies, neveu de l'impératrice Élisabeth Ire, le fils de sa sœur Anna Petrovna, et fils du duc de Holstein-Gottorp (fief d'Empire).
Il y a par ailleurs des traités d'alliance entre la France et les pays nordiques signés à différents moments de la guerre de Succession d'Autriche, concernant pour le Danemark les détroits du Sund et du Belt, ces articles sont mixtes, ils concernent la marine marchande et militaire française essentiellement, traité de commerce et de navigation, conclu à Copenhague le 23 août 1742, entre la France et le Danemark. Il existe également un traité d'alliance, conclu à Stockholm entre la France et la Suède en 1747. Ces traités encadrent la période, pendant laquelle les troupes françaises se sont avancées au-delà des Pays-Bas autrichiens.

### Le retour général à la paix: le traité d'Aix-la-Chapelle (1748)

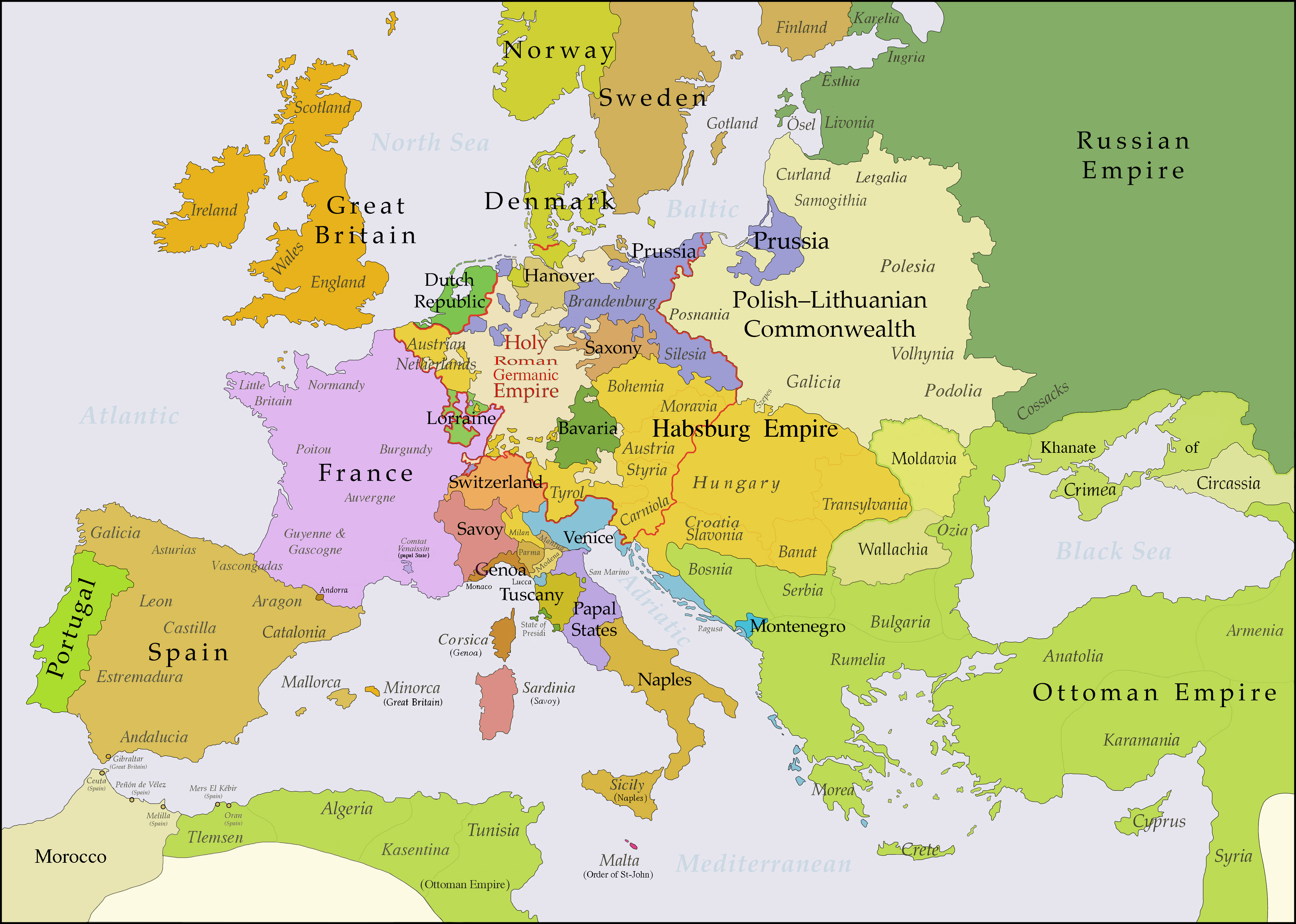
L'Europe à l'issue du traité d'Aix-la-Chapelle.

Les forces coalisées ont perdu sur ce front, les Français ont fait une démonstration de force, mais les conquêtes sont en intégralité rendues par Louis XV lors du traité de paix d'Aix-la-Chapelle.
Le traité de paix fut particulièrement impopulaire en France. De cette époque date le mépris dont les Français abreuveront Louis XV. On connaît assez les prétentions séculaires des différents souverains français de Louis XI à Louis XIV sur le territoire de la Bourgogne et successivement du cercle de Bourgogne, prétentions féodales-suzeraines et souveraines sur une partie de ce territoire (Flandres), héritage des Habsbourg d'Espagne, et les arrêts du conseil d’État sur ces différentes matière. La paix d'Aix-la-Chapelle fut d'autant plus mal comprise que Louis XV, ayant accumulé les victoires sur le territoire des Pays-Bas et des Provinces-unies et étant responsable de l'invasion, semblait y capituler totalement devant les prétentions autrichiennes. Le roi de France, pourtant, modère ses prétentions à dessein, bien conscient qu'aucune paix durable ne pouvait émerger à la suite d'une annexion des Pays-Bas autrichiens. Les Britanniques, déjà en posture de rivaux dans les colonies, n'auraient jamais pu l'accepter, tout particulièrement en ce qui concerne le port d'Anvers (Napoléon dira : « Anvers est un pistolet au cœur de l'Angleterre »). Bien plus tard, l'historien Jacques Bainville, bien que conscient de l'enjeu, émettra pourtant des réserves sur cette attitude, regrettant que Louis XV n'ait pas au moins consenti à annexer quelques places fortes. Néanmoins, il est peu probable que toute annexion sur la Belgique à cette époque eût survécu aux rétrocessions frontalières du Congrès de Vienne en 1815.
En outre, soucieux de l'avenir, Louis XV souhaite également ménager l'Autriche. En effet, l'alliance prussienne, pensée comme une alliance de revers par le traditionnel parti anti-Habsbourg, s'est avérée peu concluante, conduisant la France dans un conflit non-désiré qu'elle a finalement dû assumer seule en Europe centrale. En concédant une paix avantageuse, purgée de tout contentieux territorial, Louis XV prépare ainsi l'alliance avec l'Autriche, qui marquera le grand renversement d'alliance des années 1750.
Le calendrier politique suffit-il à expliquer la situation à l'arrière du front ? En octobre 1746 commencent les négociations de paix de Bréda. Janvier 1747 voit Louis XV démettre son Secrétaire d'État aux Affaires Étrangères le marquis d'Argenson, et le mois de mai, une révolution orangiste dans les Provinces-Unies restaurant provisoirement Guillaume IV d'Orange-Nassau comme stadthouder héréditaire, en juin et novembre 1747, la signature de deux traités anglo-russes prévoyant le déploiement de troupes russes supplémentaires…
C'est aussi le début de défaites sur le front italien. Signalons néanmoins que la prise de Maastricht aura lieu en mai 1748 et fera 2 000 victimes françaises (tués ou blessés), alors que les négociations du traité d'Aix-La-Chapelle ont commencé depuis plus de deux mois.
Les auteurs semblent donc unanimes pour affirmer que bien que la victoire de Berg-op-Zoom (16 septembre 1747), et la prise de Maastricht (6 mai 1748) donnât à la France une position avantageuse qui menaçait les Provinces-Unies, il y avait chez Louis XV un souhait de clore cette guerre. Le 30 avril 1748, les préliminaires furent signés avec l'Angleterre. Ils furent acceptés par l'Autriche et l'Espagne en mai. Lors de la signature de la paix à Aix-La-Chapelle (28 octobre 1748 – 20 novembre 1748), la France abandonnait ses conquêtes.

## Bilan

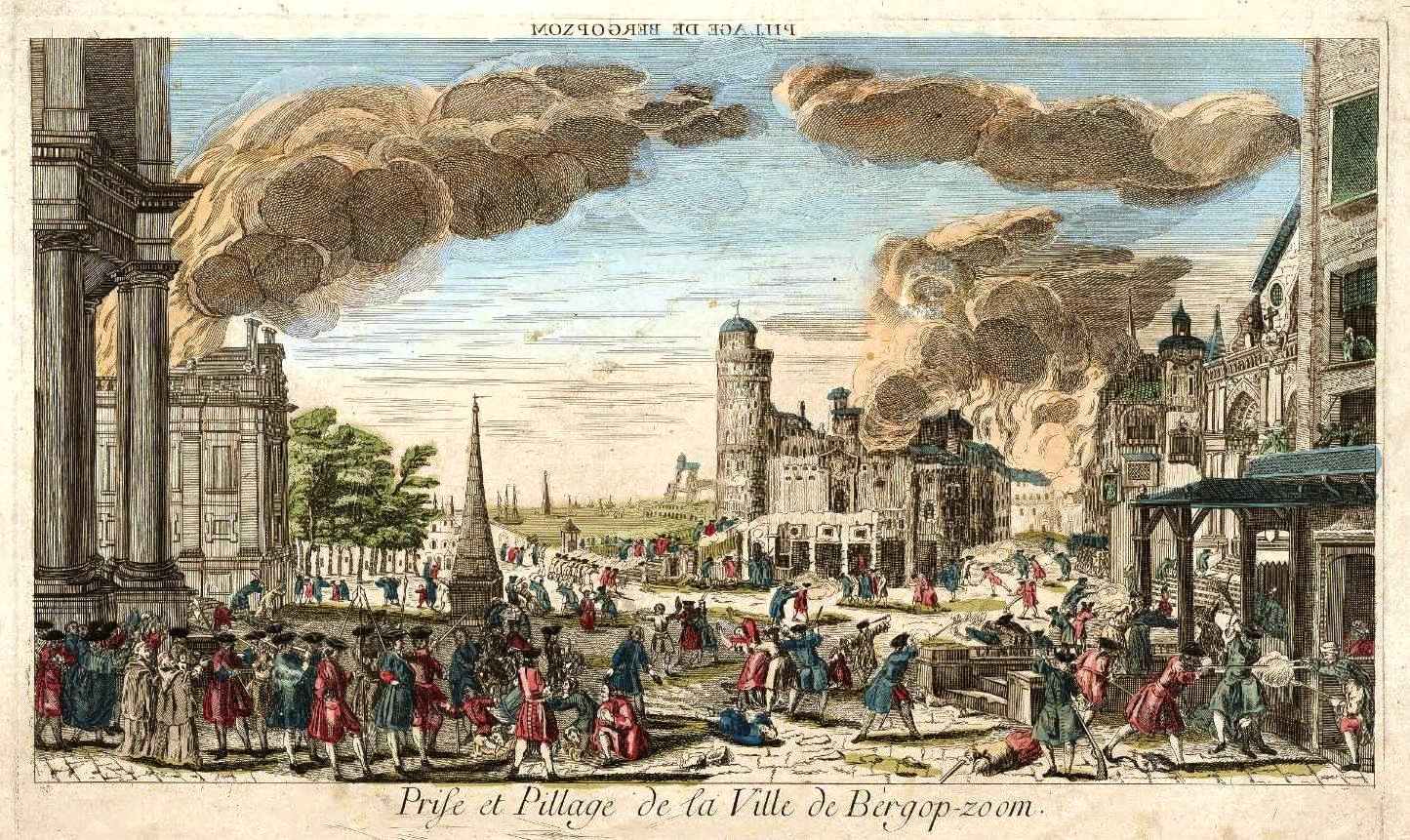
La prise de la forteresse néerlandaise de Berg-op-Zoom en 1747 hâte les négociations de paix.

À la sortie de la guerre, les alliances ont grandement évolué. La Prusse est la grande gagnante, territorialement. Cependant, à part la Silésie, l'Autriche ne perd que des territoires mineurs, obtient un accord de paix acceptable et, avec la reconnaissance de la Pragmatique Sanction confirme le trône à Marie-Thérèse d'Autriche comme successeur de l'empereur Charles VI. La volonté de la cour autrichienne est accomplie, et malgré le soutien apporté par la France aux Bavarois, Marie-Thérèse a fait élire empereur son mari, François-Étienne (Franz Stephan) de Lorraine, et a assuré sa succession. De plus par sa force de caractère et sa constance dans les épreuves, la jeune souveraine inexpérimentée, en menant une guerre désespérée, en gérant un empire prêt à se disloquer tout en menant à terme sept grossesses s'est acquis le respect de l'Europe qui lui octroie le surnom de « Grande ».
La France n'a ni gagné ni perdu sur le plan militaire mais ses aspirations ont été trahies ; d'une part par la paix séparée prussienne, traîtrise qui laissera des traces et se situe à l'opposé du rapprochement d'alliance souhaité initialement, et d'autre part par ses propres faiblesses militaires. La France n'a rien gagné territorialement et sort affaiblie sur le plan économique. Déjà sous tension avec la Grande-Bretagne, elle se retrouve en difficulté sous l'angle diplomatique car elle est froissée avec la Prusse et l'Autriche. Cette situation laisse présager les années suivantes qui voient le marasme de la guerre de Sept Ans (1756 – 1763). Voltaire, devant ce conflit (la guerre de Succession d'Autriche) qui lui semble vain et contraire aux intérêts français, exprime son énervement par une expression devenue proverbiale : « travailler pour le roi de Prusse » ; c'est-à-dire « œuvrer sans en retirer le moindre bénéfice » ou encore « travailler contre soi-même, contre ses propres intérêts ». Toutefois, il paraît nécessaire de nuancer ce propos. Bien que la France, au sortir de la guerre, paraisse ne rien avoir gagné, il semble que Louis XV ait, avec cette paix, préparé le renversement des alliances de 1756. Ménager l'Autriche lui permet de se rapprocher des Habsbourg dans une atmosphère de méfiance vis-à-vis de la Prusse, selon l’historien Jean-Pierre Bois[réf. nécessaire].

### Sources et bibliographie
- Gaston Broche, La république de Gênes et la France pendant la guerre de la succession d'Autriche, SFIL, 1936.
- Michel Antoine, Louis XV, Fayard, 1989.
- Lucien Bély, Guerre et paix dans l'Europe du XVIIe siècle, SEDES, coll. « Regard sur l'histoire », 1991.
- Lucien Bély, Les Relations internationales en Europe, XVIIe – XVIIIe siècles, PUF, 1992.
- Voltaire, Histoire de la guerre de 1741, Paris, Garnier frères, 1971.
- Rémi Monaque, Une histoire de la marine de guerre française, Paris, éditions Perrin, 2016, 526 p. (ISBN 978-2-262-03715-4).